# Waldemar Klingelhöfer
 Waldemar Klingelhöfer (Moscú, Imperio ruso, 4 de abril de 1900 - Villingen-Schwenningen, Alemania Occidental, 18 de enero de 1977) fue un SS-Sturmbannführer (mayor) alemán que participó con el Einsatzgruppe B en el asesinato de judíos en las áreas ocupadas por los alemanes del norte de Ucrania y Bielorrusia. Klingelhöfer fue condenado a muerte en 1948 en el juicio de los Einsatzgruppen por Crímenes de guerra, Crímenes contra la humanidad y pertenecer a una organización criminal, pero fue puesto en libertad en 1956.

## Biografía
Waldemar Klingelhöfer nació el 4 de abril de 1900 en Moscú como hijo de un director de una funeraria de origen alemán. Asistió a la escuela en Kassel, durante la Primera Guerra Mundial sirvió en el ejército alemán de junio a diciembre de 1918 y después de la guerra estudió música y canto. Dio conciertos por toda Alemania y más tarde recibió un Certificado del Estado como profesor de canto. En 1935, se convirtió en cantante de ópera.

### Nazismo
En la década de 1920, Klingelhöfer se unió al Freikorps Roßbach, un Freikorps organizado por Gerhard Rossbach. En 1937, se hizo cargo del Departamento de Cultura, una rama del Servicio de Seguridad (Sicherheitsdienst, o SD), oficina SD III-C en Kassel. En 1941, fue asignado al Einsatzgruppe B como intérprete de ruso. Este Einsatzgruppe, ya en noviembre de 1941, según su propio Informe de Estado N.º 133, había matado a 45.467 personas.
El 26 de octubre, el Vorkommando Moscú, una parte del Einsatzgruppe B, y el personal del grupo habían asesinado a 2457 personas, incluidas 572 personas muertas entre el 28 de septiembre y el 26 de octubre de 1941, mientras Klingelhöfer estaba al mando. Klingelhöfer fue testigo de numerosas ejecuciones y llevó a cabo otras. Por ejemplo, disparó a 30 judíos que habían salido de un gueto sin permiso. Klingelhöfer luego afirmó que hizo esto por orden de Arthur Nebe para dar ejemplo a las víctimas, luego se contradijo diciendo que tres mujeres se habían puesto en contacto con algunos partisanos, luego regresaron a la ciudad y hablaron con los judíos. Esto, según Klingelhöfer, convirtió a los judíos en partisanos y, por lo tanto, sujetos a ser fusilados. A las tres mujeres, Klingelhöfer también disparó, pero, a diferencia de los judíos, les vendó los ojos y las enterró en una tumba separada.

### Juicio
En el juicio, Klingelhöfer afirmó que su único papel en el Einsatzgruppe era el de intérprete. Esta afirmación fue rechazada por el tribunal, con el argumento de que, incluso si fuera cierto, como intérprete, sus tareas incluían localizar, evaluar y remitir a las listas de mando del Einsatzgruppe de funcionarios del Partido Comunista. Porque, según su propio testimonio, sabía que las personas serían ejecutadas cuando fueran encontradas, esto lo convirtió en cómplice del crimen.
Más allá de esto, el tribunal encontró que Klingelhöfer no era solo un intérprete, sino un líder y comandante activo, que sabía lo que las unidades de los Einsatzgruppen estaban haciendo con los judíos. Según la propia declaración jurada de Klingelhöfer, Arthur Nebe lo había designado para dirigir el Vorkommando Moscú:

Mientras Nebe me asignaba a la dirección del Vorkommando Moscú, me ordenó ir de Smolensk a Tatarsk y Mstislavl para conseguir pieles para las tropas alemanas y liquidar a parte de los judíos allí. Los judíos ya habían sido arrestados por orden del Hauptsturmführer Egon Noack. Las ejecuciones propiamente dichas fueron realizadas por Noack bajo mi supervisión..

Los Einsatzgruppen operaron con la suposición de que existía una orden del Führer que preveía y requería el asesinato en masa de judíos, gitanos y otras personas a quienes los nazis consideraban «indeseables». Aunque Klingelhöfer declaró varias veces durante su testimonio que se oponía moralmente a la Orden del Führer, el tribunal concluyó que estaba de acuerdo con ella de buena gana. Klingelhöfer no se arrepintió de la necesidad de la guerra:

Antes de abandonar el estrado de los testigos, afirmó que le hubiera gustado que Hitler ganara la guerra incluso a expensas de su condición actual con dos millones de alemanes muertos, la nación en ruinas y toda Europa devastada. Esta declaración no tiene relación, por supuesto, con la cuestión de su culpabilidad bajo los cargos uno y dos, pero es útil para determinar el estado mental en cuanto a si obedeció las llamadas órdenes superiores de todo corazón o no.

El Tribunal encuentra en base a todas las pruebas presentadas que el acusado aceptó la Orden del Führer sin reservas y que la ejecutó sin tregua.

### Sentencia de muerte e indulto
El 10 de abril de 1948, Klingelhöfer fue condenado a muerte en el llamado juicio a los Einsatzgruppen. En 1950, el Alto Comisionado de EE. UU. para Alemania, John J. McCloy, convocó una Junta Asesora sobre Clemencia (también conocida como el Panel Peck, en honor a su presidente el jurista David W. Peck) como un panel de expertos independientes para hacer recomendaciones sobre las sentencias de personas condenadas por tribunales militares de EE. UU. como criminales de guerra. En el caso particular de  Waldemar Klingelhöfer, Peck recomendó que su sentencia de muerte fuera mantenida.
En 1951, bajo una intensa presión política, el Alto Comisionado de los Estados Unidos, John J. McCloy, conmutó la sentencia de Klingelhöfer, y las de otros tres condenados en el Juicio a los Einsatzgruppen, por cadena perpetua. El 12 de diciembre de 1956, Klingelhöfer fue liberado de la prisión de Landsberg. En 1960, vivía en Villingen-Schwenningen y trabajaba como oficinista.

## Biografía
- Trials of War Criminals before the Nuernberg Military Tribunals under Control Council Law No. 10, Nuernberg, October 1946 - April 1949, Volume IV, ("Green Series) (the "Einsatzgruppen case") también disponible en Mazel library (well indexed HTML version)
- Diefenforf, Jeffry M.; Frohn, Axel; Rupieper, Hermann-Josef (1994). American Policy and the Reconstruction of West Germany, 1945-1955 (en inglés). Cambridge University Press. ISBN 0-521-43120-4.